# Oleg Kotov
Oleg Kotov (ryska: Олег Котов), född den 27 oktober 1965 i Simferopol, Ukrainska SSR, Sovjetunionen, är en rysk kosmonaut.
Tillsammans med landsmannen Fjodor Jurtjichin och rymdturisten Charles Simonyi sköts Kotov upp i rymden från Kazakstan den 7 april 2007. Han tillhörde under sin vistelse på rymdstationen ISS Expedition 15.
Asteroiden 15702 Olegkotov är uppkallad efter honom.

## Rymdfärder
- Sojuz TMA-10
  - Expedition 15
- Sojuz TMA-17
  - Expedition 22/Expedition 23
- Sojuz TMA-10M
  - Expedition 37/Expedition 38